# Jean-François Copé
Jean-François Copé (Boulogne-Billancourt 5 mei 1964) is een Frans politicus. Sinds 2005 is hij burgemeester van Meaux, een stad die ten oosten van Parijs ligt. Van 2012 tot 2014 was hij was ook partijvoorzitter (politiek leider) van de Union pour un Mouvement Populaire (UMP), die in 2015 werd verdoopt tot Les Républicains (LR).

## Leven
De familie van de kant van zijn vader komt uit Bessarabië, nu grotendeels Moldavië en deels Roemenië en Oekraïne. Zijn grootvader was arts in Iași. Copés vader veranderde zijn naam van Copelovici in Copé. Copés moeder komt uit Algerije. Zijn beide ouders waren van Joodse afkomst. Copé is geen aanhanger van het Joodse geloof. Hij is wel voorstander van het idee dat kerk en staat geen invloed op elkaar mogen hebben.
Copé heeft twee studies aan een Grande école afgemaakt: tot 1985 bij Sciences Po en van 1987 tot 1989 de École nationale d'administration (ÉNA). Tot 2011 werkte Copé als advocaat. Hij heeft college Economie gegeven aan Sciences Po.
Copé was van 2004 tot 2007 gedelegeerd minister van de Begroting in de regering van respectievelijk Raffarin en De Villepin. Hij was van 2007 tot 2010 fractievoorzitter voor de UMP van de Nationale Vergadering. Hij volgde op 17 november 2010 Xavier Bertrand op als secretaris-generaal van de UMP. Na de presidentsverkiezingen van 2012, toen Nicolas Sarkozy werd weggestemd, werd Copé tot politiek leider van de UMP gekozen. De vorige premier, François Fillon, ambieerde die functie ook. Het verschil in stemmen was zo klein, 50,3% tegen 49,7%, dat Fillon de uitslag ervan nog enige tijd heeft aangevochten. Copé legde 27 mei 2014 zijn functie als voorzitter van de UMP neer. Tijdens de Franse presidentsverkiezingen van 2012 hebben zijn naaste medewerkers uit de kas van de UMP aan een bureau voor communicatie ten minste 8 miljoen euro uitgegeven.
Copé is ook sinds 2005 burgemeester van Meaux; dat was hij eerder van 1995 tot 2002.
- Bibliothèque nationale de France: cb12203449z (data)
- Gemeinsame Normdatei: 122537246
- International Standard Name Identifier: 0000 0000 8122 6431
- Library of Congress Control Number: n91038020
- Système universitaire de documentation: 030662729
- Virtual International Authority File: 44346085
- WorldCat: E39PBJrrvxvBJJ4Hc64JwWPbBP